# 玉泉寺 (当陽市)
座標: 北緯30度47分06秒 東経111度41分02秒 / 北緯30.785度 東経111.684度

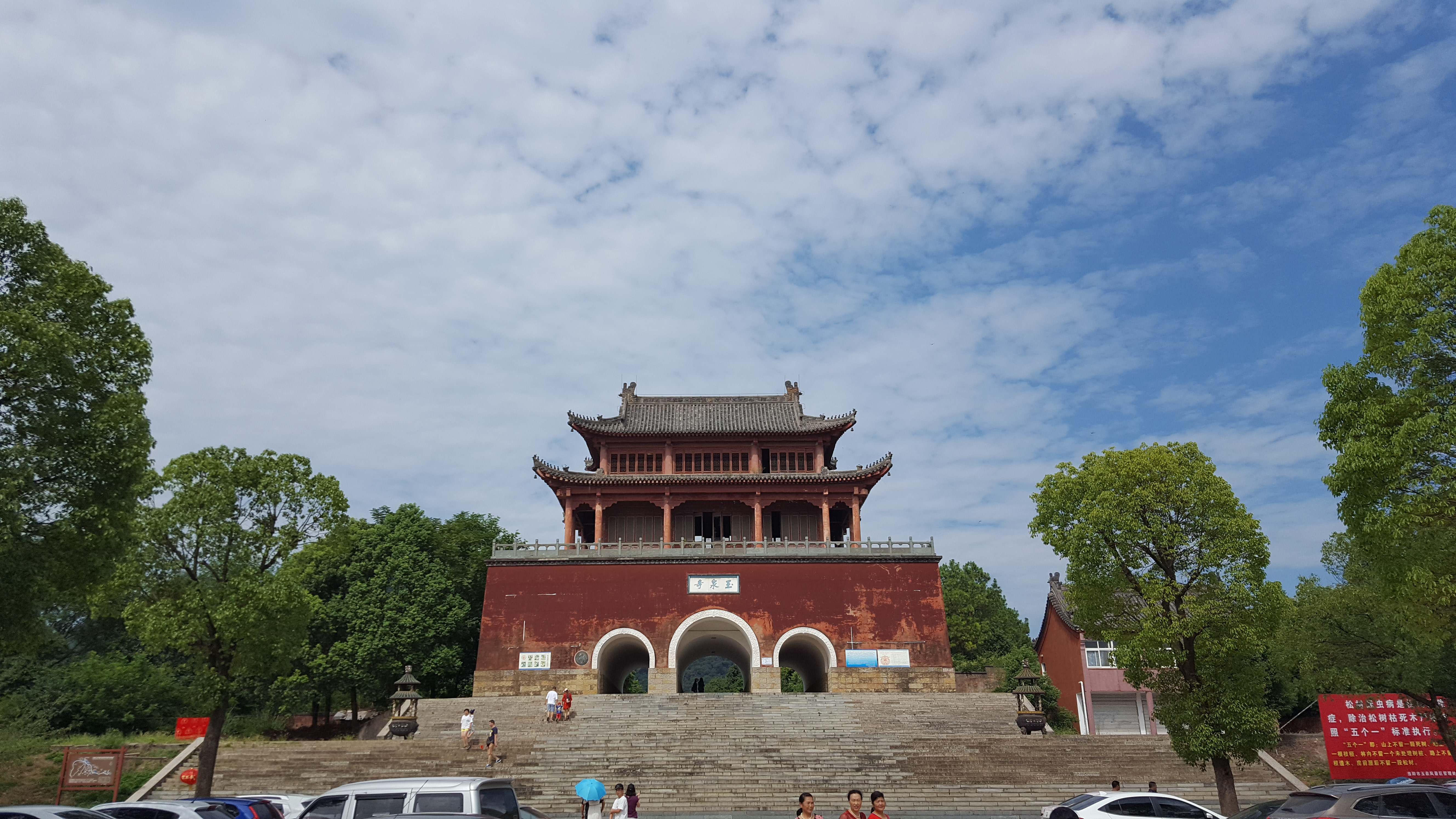
玉泉寺の山門。

玉泉寺（ぎょくせんじ）は、中華人民共和国湖北省宜昌市当陽市にある仏教寺院。宗派は天台宗。玉泉寺は国清寺・霊巌寺・棲霞寺とともに、天下四絶と呼ばれる。

## 歴史
南朝梁の大通2年（528年）、武帝は船山寺の建設を命じた。
隋の開皇13年（593年）、智顗は詔を奉じて寺を建て、ここで「法華玄義」を宣揚する。晋王楊広により「玉泉寺」の額を賜った。594年、智顗は寺で「摩訶止観」を宣伝した。
唐の儀鳳3年（678年）、神秀はここで禅法を高くあげて、玉泉寺はこれから天下に名声を博した。
北宋の天禧5年（1021年）、明粛皇后は寺院の再建を主宰した。真宗により「景徳禅寺」の名を賜った。
明初、寺院は「玉泉寺」の称にもどされた。万暦帝により「荊楚第一叢林」の額を賜った。
1982年、中華人民共和国国務院は仏寺を全国重点文物保護単位に認定した。
1983年、中華人民共和国国務院は仏寺を漢族地区仏教全国重点寺院に認定した。

## 重要文化財
- 石刻観音像（唐代呉道子）
- 玉泉鉄塔（宋代）